# Nagyfiúk 2.
A Nagyfiúk 2. (eredeti cím: Grown Ups 2) 2013-ban bemutatott amerikai filmvígjáték, amelyet Dennis Dugan rendezett, a 2010-ben készült Nagyfiúk folytatásaként. A főszerepben Adam Sandler, Chris Rock, Kevin James, David Spade és Salma Hayek látható.
Az Amerikai Egyesült Államokban 2013. július 12-én, Magyarországon 2013. július 18-án mutatták be.

## Cselekmény
Három évvel az első film eseményei után Lenny Feder visszaköltözött családjával szülővárosába, Connecticutbe, ahol a gyerekkori barátaival nőtt fel.
A történet Federék házában kezdődik – Lenny felébred, s amint kinyitja a szemét, azt látja hogy egy vad szarvas áll mellette. Majd felesége is felébred és sikoltozni kezd, ettől a szarvas megijed és összevizeli Lennyt. Végül Lenny ki tudja csalogatni a házból, hogy a gyerekei Greg, Keithie és Becky el tudjanak menni az utolsó tanítási napon az iskolába. Roxanne felhozza azt az ötletet, hogy jó volna egy baba a családban, de Lennynek nem tetszik a dolog.
A Lamonsoff házban Eric Lamonsoff és felesége, Sally teljesen ellentétben állnak egymással, mivel a legkisebb gyereküknek összeadás-kivonást tanít Sally, kitartó támogatást nyújtva, míg Eric jobban szeret inkább gyakorolni vele.
A McKenzie házban Kurt meglepi Deanne-t egy ajándékkal, házasságuk 20. évfordulójára, de a felesége ezt teljesen elfelejtette. Eközben Marcus Higgins a vasútállomáson vár egy vonatot, egy levélben egyik régi barátnője megírta neki, hogy van egy 17 éves közös fiúk, Branden. Marcus meglát leszállni a vonatról egy tetovált, szőke, hat láb magas fiút, ledöbben, azonnal tudja, hogy ő Branden. Marcus próbál kedves lenni vele, és beíratni az utolsó napra az iskolába, de Branden nem nagyon örül és ellenszenves az apjával.
Miután a gyerekek elmentek, Lenny, Eric, Kurt és Marcus egész nap a városban mászkálnak, visszaemlékezve a csodálatos nyárra, hogy a gyerekekkel együtt milyen szép dolgokat is csináltak. Az a téma és felmerül, hogy Lennyt gyerekkorában sokszor elverte Tommy Cavanaugh. Lenny azt állítja, hogy ő Tommyt jól elagyabugyálta és még meg is tenné újra. Végül a barátok elmennek Becky balett előadására, ahol Lenny belefut Tommyba, ekkor Lenny keze és hangja remegni kezd. Tommy megfenyegeti őt, ha továbbra is azt híresztelgeti, hogy lenyomta, meg fogja verni őt mindenki előtt.
Amint a gyerekek végeznek az utolsó tanítási nappal, Lenny, Eric, Kurt és Marcus úgy dönt, hogy meglátogatják a régi bányát, ahol gyerekkorukban úsztak. Ott összefutnak egy csapat diákszövetségessel, akik (mivel többen vannak) arra kényszerítik őket, hogy ugorjanak le meztelenül a szikláról. Branden ennek tanúja lesz, és amiért erre kényszerítették apjáékat, kegyetlen módon szétbarmolja a kollégiumukat. Amikor a diákszövetségesek visszatérnek, meglátják a koleszt, ekkor megesküdnek, hogy bosszút állnak (mert azt hiszik, hogy a pár idősebb férfi rombolta le a koleszukat).
Lenny segít Roxie-nak előkészíteni az 1980-as évek hangulatú partit a barátaiknak. Eközben Branden elkezd kötődni Marcushoz, és rájön, hogy tévedett vele szemben. Mint minden barát, kezdenek szépen megérkezni mindannyian, Roxie elmondja Lennynek, hogy fontolja meg az új babát. Lenny továbbra is ellenzi ezt az ötletet, majd mikor Roxie váratlanul közli vele hogy terhes, ekkor elképed. Lenny azt érzi, hogy túlterhelt ezen hír megtudásával, ezért elmegy inni a barátaival. Lamonsoff jól érzi magát az éjszaka alatt, eközben Tommy Cavanaugh megjelenik, Lenny azt akarja, hogy kérjen bocsánatot minden gyerekkori bántalmazásért, így hát Lenny kihívja Tommyt egy verekedésre mindenki előtt (de elsősorban a fia előtt). Tommy ezért úgy dönt, hogy a közönség előtt eljátssza azt aki fél Lenny-től, mivel a gyereke is figyeli Lennyt és Tommy azt akarja, hogy jó példát tanuljon tőle, így tiszteletben fognak elválni egymástól.
Nem sokkal ezután, a diákszövetségesek megérkeznek, és verekedni akarnak, mert meg akarják bosszulni, amit a kollégiummal tettek, ekkor bevallja Brendan, hogy ő tette, ekkor kialakul a nagy csetepaté. A diákok vereséget szenvednek, majd elhagyják a terepet.
Miután a nagy dulakodás megszűnik, a négy jó barát palacsintát falatozik Eric anyjának házában. Mrs. Lamonsoff megnyugtatja Lennyt, hogy az új baba egy csodálatos dolog, de ő soha nem lesz képes elképzelni az életét, csak három gyerekkel. Lenny ekkor úgy dönt, hogy megváltozik és meggondolja magát, majd elmondja Roxie-nak hogy sajnálja amit mondott, izgatott az új baba miatt, és kibékülnek.

## Szereplők
| Színész                 | Szerep                      | Magyar hang         |
| ----------------------- | --------------------------- | ------------------- |
| Adam Sandler            | Leonard "Lenny" Feder       | Csőre Gábor         |
| Kevin James             | Erickson "Eric" Lamonsoff   | Holl Nándor         |
| Chris Rock              | Kurtis "Kurt" McKenzie      | Kálloy Molnár Péter |
| David Spade             | Marcus "Higgy" Higgins      | Rajkai Zoltán       |
| Salma Hayek             | Roxanne "Roxie" Chase-Feder | Gubás Gabi          |
| Maya Rudolph            | Deanne McKenzie             | Söptei Andrea       |
| Maria Bello             | Sally Lamonsoff             | Bertalan Ágnes      |
| Nick Swardson           | Nicholas "Nick" Hilliard    | Anger Zsolt         |
| Steve Buscemi           | Wiley                       | Epres Attila        |
| Colin Quinn             | Dickie Bailey               | Csankó Zoltán       |
| Tim Meadows             | Malcolm                     | Jakab Csaba         |
| Jonathan Loughran       | Robideaux                   | Schneider Zoltán    |
| Jon Lovitz              | Köpcös fitnesztakarító      | Kassai Károly       |
| Shaquille O’Neal        | Fluzoo rendőr               | Kálid Artúr         |
| Peter Dante             | Dante rendőr                | Rába Roland         |
| Alexander Ludwig        | Braden                      | Horváth Illés       |
| Stone Cold Steve Austin | Tommy Cavanaugh             | Király Attila       |
| Oliver Hudson           | Kyle                        | Dévai Balázs        |
| Georgia Engel           | Mrs. Lamonsoff              | Szabó Éva           |
| Allen Covert            | Hippi tanár                 | Kardos Róbert       |
| Milo Ventimiglia        | Milo (diákszövetséges)      | Fehér Tibor         |
| Taylor Lautner          | Andy (diákszövetséges)      | Gacsal Ádám         |
| April Rose              | Kedvelt tánctanár           | Sánta Annamária     |
| Jake Goldberg           | Greg Feder                  | Ducsai Ábel         |
| Cameron Boyce           | Keithie Feder               | Bogdán Gergő        |
| Alexys Nycole Sanchez   | Becky Feder                 | Koller Virág        |
| Ada-Nicole Sanger       | Donna Lamonsoff             | Hermann Lilla       |
| Frank Gingerich         | Bean Lamonsoff              | Straub Martin       |
| Nadji Jeter             | Andre McKenzie              | Czető Ádám          |
| China Anne McClain      | Charlotte McKenzie          | Győriványi Laura    |
| Kaleo Elam              | Ronnie Mackenzie            | Mayer Marcell       |
| Cheri Oteri             | Penny                       | Murányi Tünde       |
| Kris Murrell            | Tökös Kitty                 | Balogh Anna         |
| Andy Samberg            | Pompon fiú                  | (nem szólal meg)    |
| Alex Poncio             | Duffy                       | Minárovits Péter    |
| Dennis Dugan            | Dr. Larry                   | Tarján Péter        |
| Richie Minervini        | Tardio igazgató             | Faragó András       |
| Ebony Jo-Ann            | Ronzoni mama                | Felföldi Anikó      |
| Norm Crosby             | Kmart alkalmazott           | Izsóf Vilmos        |
| Chris Berman            | Renaldo                     | Tóth Zoltán         |
| Brad Grunberg           | Postás                      | Albert Péter        |

## A film készítése és bemutatója
A Nagyfiúk 2. forgatása 2012. május 2-án kezdődött Massachusettsben és július 15-én fejezték be. A film kiadója a Columbia Pictures és a Happy Madison Productions. A filmet Adam Sandler, Fred Wolf és Tim Herlihy írta és Dennis Dugan rendezte, aki már régóta Sandler munkatársa.
2013. július 12-én mutatták be az Amerikai Egyesült Államokban. Az Egyesült Királyságban 2013. augusztus 16-án jelent meg. Az USA-ban 2013. november 5-én, Magyarországon november 20-án adták ki DVD-n és Blu-rayen.

## Fogadtatás

### Bevételi adatok
A 80 millió dollárból készült film Észak-Amerikában 133,6 millió, más országokban 113,3 millió dolláros bevételt szerzett. Világszerte összesen kb. 247 millió dollárt termelt.
Észak-Amerikában a film a bemutató napján 16,3 millió dollárt hozott, ezzel az első helyen nyitott, majd a nyitó hétvégén a Gru 2. vett át tőle az első helyet.

### Díjak és jelölések
| Év   | Díj             | Kategória                                                  | Jelölt                                   | Eredmény |
| ---- | --------------- | ---------------------------------------------------------- | ---------------------------------------- | -------- |
| 2014 | Arany Málna díj | legrosszabb film                                           | Jack Giarraputo, Adam Sandler (Columbia) | Jelölve  |
| 2014 | Arany Málna díj | legrosszabb előzményfilm, remake, koppintás vagy folytatás | Jack Giarraputo, Adam Sandler (Columbia) | Jelölve  |
| 2014 | Arany Málna díj | legrosszabb férfi főszereplő                               | Adam Sandler                             | Jelölve  |
| 2014 | Arany Málna díj | legrosszabb férfi mellékszereplő                           | Taylor Lautner                           | Jelölve  |
| 2014 | Arany Málna díj | legrosszabb férfi mellékszereplő                           | Nick Swardson                            | Jelölve  |
| 2014 | Arany Málna díj | legrosszabb női mellékszereplő                             | Salma Hayek                              | Jelölve  |
| 2014 | Arany Málna díj | legrosszabb filmes páros / szereplőgárda                   | a teljes szereplőgárda                   | Jelölve  |
| 2014 | Arany Málna díj | legrosszabb rendező                                        | Dennis Dugan                             | Jelölve  |
| 2014 | Arany Málna díj | legrosszabb forgatókönyv                                   | Adam Sandler, Tim Herlihy és Fred Wolf   | Jelölve  |

## Fordítás
Ez a szócikk részben vagy egészben  a   Grown_Ups_2 című angol Wikipédia-szócikk fordításán alapul.  Az eredeti cikk szerkesztőit annak laptörténete sorolja fel. Ez a jelzés csupán a megfogalmazás eredetét és a szerzői jogokat jelzi, nem szolgál a cikkben szereplő információk forrásmegjelöléseként.